# Ernst Hanfstaengl
Ernst Hanfstaengl (Múnic, 2 de febrer de 1887 - 6 de novembre de 1975) fou un cap de premsa alemany. Fill d'un home de negocis i d'una ciutadana nord-americana, va conèixer Roosevelt l'any 1915. El 1922 es va traslladar a l'Alemanya deprimida perquè el negoci familiar havia estat confiscat pels alemanys.
El 1923 va conèixer Hitler a Múnic. Allà Hanfstaengl va assistir a mítings del Partit Obrer alemany, de tendències d'ultradreta. Aviat Hitler va fer el seu fallit intent de cop d'estat; Hanfstaengl va veure en el Führer l'home capaç d'alliberar el poble alemany de la crisi en què es trobava. De fet, Hanfstaengl va haver d'impedir un intent de suïcidi de Hitler perquè aquest no volia deixar-se detenir pels opositors al seu partit.
El 1931 Hanfstaengl va ser nomenat cap de premsa del Partit en afers exteriors, feina que aprofità amb escreix (va recórrer mig Europa i els Estats Units per vendre una imatge favorable al règim nazi).
Aviat Hanfstaengl es trobà amb l'oposició de Joseph Goebbels, qui veia amb mals ulls la dura crítica d'aquell cap a Rosenberg, competidor de Hitler. Finalment, Hitler veié amb mals ulls els fets, i portà Hanfstaengl una temporada als Estats Units. De fet, després dels fets tràgics en què Hitler ordenà a fer detenir "els enemics d'Alemanya" (comunistes, jueus, malalts mentals, testimonis de Jahveh, homosexuals...), i de "la nit dels ganivets llargs", Hitler tingué una trobada amb Hanfstaengl, i el va expulsar de la Cancelleria. Hanfstaengl havia reunit un material molt compromès sobre Hitler i el règim (fins i tot sobre certs "assumptes" amorosos entre molts homes forts de la Cancelleria).
El 1937, Hitler intentà fer parar una trampa a Hanfstaengl, per tal d'aconseguir fer-lo caure en paracaigudes sobre Espanya. Aquest aconsegueix escapar-se'n amb una astúcia i aconsegueix fugir a Suïssa. Fa una querella per difamació contra la revista The New Repúblic (que el descrivia com "el xicot de Hitler"), amb aquesta querella esperava poder netejar la seva imatge i difondre públicament la informació sobre la suposada homosexualitat de Hitler; volia que fos la seva venjança..
Aviat la querella contra el The New Repúblic va ser arxivada, i Hanfstaengl va ser detingut a Londres. Abans, però, havia tingut la precaució de dipositar en una caixa forta del Banc Suís un manuscrit amb anotacions personals contra Hitler. Fou detingut i tancat en un camp de concentració militar a Otawa, el Canadà. Finalment, Hanfstaengl va rebre la visita d'un membre dels serveis secrets nord-americans, qui el posà de nou en contacte amb Rosselvelt; aquest el posà en llibertat, i Hanfstaengl es posà a les ordres d'aquest revelant a l'administració nord-americana les informacions que tenia contra el Fuhrer.